# La rambla paralela
La Rambla paralela es una novela del escritor colombiano Fernando Vallejo. Fue publicada por Alfaguara en 2002 antes de Mi hermano el alcalde, pero fue escrita después de ésta. Enric Satué se encargó del diseño del libro. 
Se le considera como una obra de escritura aberrante, cáustica y desmesurada de la literatura hispanoamericana con una lúcida fuerza literaria. Según el propio Vallejo, ésta sería su última obra de literatura que escriba.

## Sinopsis
La rambla paralela relata la historia de los últimos días de un reconocido escritor. Colocando en escena su propia muerte, Fernando Vallejo depara al lector una novela vertiginosa llevada por una prosa de una belleza e inventiva excepcional.
En Barcelona, donde ha sido invitado a una Feria del libro, un anciano escritor colombiano se debate en el laberinto de su memoria entre el gentío que deambula sobre Las Ramblas.

## Temas

### Confusión de épocas
Víctima de alucinaciones debidas al insomnio, al alcohol y a los caprichos de su ritmo cardiaco, atacado por sus recuerdos, el anciano Fernando Vallejo confunde los lugares y las épocas, a saber: 
- Barcelona, sofocante de calor.
- La Rambla paralela de su juventud, con sus jóvenes prostitutos.
- Los ríos colombianos y sus cohortes de cádaveres decapitados con gallinazos encima sacándoles las tripas y salpicando de sangre el agua pantanosa.
- La finca Santa Anita en las afueras de Medellín, paraíso de su infancia.

### Volubilidad de emociones
Pasando insensiblemente de la emotion al escarnio, de la parodia a la invectiva, de la injuria a la ternura, el maestro deja libre cauce a su causticidad devastadora en una última y genial requisitoria contra la decadencia de nuestro mundo.

## Traducciones

### La novela en francés
En el idioma francés la traducción fue obra de Michel Bibard. Fue publicada en abril de 2004 por la editorial Belfond de París: la misma que había publicado anteriormente las traducciones francesas de La virgen de los sicarios (La Vierge des tueurs) y El fuego secreto (Le Feu secret), también obras de Michel Bibard. Hace parte de la colección «littérature étrangère». Michel Bibard ha traducido también obras de otros autores latinoamericanos como Jorge Luis Borges y Ernesto Sabato.
El título en francés es La Rambla paralela, tal como en la versión original en español.  
- Datos: Q5965013